# Mario Gardini
Mario Gardini (Vespolate, 12 luglio 1908 – Vercelli, 9 dicembre 1986) è stato un calciatore italiano, di ruolo centrocampista.

## Caratteristiche tecniche
Giocava come interno di centrocampo.

## Palmarès

### Club

#### Competizioni nazionali
- Serie B: 1

Casale: 1929-1930